# 五十嵐恵
五十嵐 恵（いがらし めぐみ、1981年11月10日 - ）は、解散した日本の女性アイドルグループチェキッ娘のメンバー、グラビアアイドル。愛称は、めぐ、いがめぐ。

## 略歴
- 1998年10月9日、フジテレビのバラエティ番組『DAIBAッテキ!!』のオーディションに合格、女性アイドルグループ・チェキッ娘の一員としてデビュー。
- 1999年7月、チェキッ娘のメンバーである熊切あさ美、森知子とともにユニット・METAMOを結成し、8月6日にCDデビュー（インディーズ）。
- 1999年11月3日、チェキッ娘解散。METAMOは活動を続行。五十嵐、熊切、森はホリプロに所属。
- 2000年3月15日、初のソロ写真集を発売。
- 2000年6月23日、第1回ミス・ヤングアニマルGIRLSコンテストでグランプリを獲得、初代ミス・ヤングアニマルとなる。
- 2000年7月28日、初のソロビデオ及びDVDを発売。
- 2003年12月31日をもって、芸能活動停止。
- その後2008年1月に結婚[1]。
- 2017年10月には、地元・横須賀のかねよ食堂にて行われたハロウィンパーティーを主催したと、宮本和知のブログにて報告されている[2]。

## 人物
- 神奈川県横須賀市出身。血液型はA型。
- 身長は159cm、スリーサイズは、B85-W59-H87。
- チェキッ娘のオーディションには、ミニスカート、茶髪のロングヘア、厚底ブーツ、細眉といった格好で出場し、事故で負ったとされるひざのすり傷をアピールしていた[3]。
- チェキッ娘のメンバーには「恵」の名前が3人いたが、当時「『めぐ』と呼ばれるのは私だけ」と思っていたとのことで、町田恵は「まっちぃ」、野崎恵は「のざ」または「のざめぐ」と呼ばせていたということである[4]。
- METAMOで活動していた頃、片足のバービー人形が「幸運を呼ぶので、お気に入り」と話していたことがあった。また、アメリカのバンド、ノー・ダウトのファンでもある[5]。
- 左利きである。（ペンが左、箸が右）[5]

## 作品

### 映像作品
- FAVOR（2000年7月28日）
- meg（2000年12月20日）

## 出演
METAMOでの出演はMETAMO#出演の項を参照

### バラエティ
- ZZZ・ホットパンツ（福岡放送制作、日本テレビ系ネット 2000年9月5日、9月12日出演）
- ミミヨリーナ（テレビ東京 2001年4月〜2002年3月 メイン出演）
- バトラク（関西テレビ 2001年4月〜2001年9月）
- LAP cafe（テレビ神奈川 2001年7月〜2001年12月 毎週木曜日放送）
- イチオシ（テレビ東京 2001年7月〜2001年9月 毎週日曜日放送）

『イチオシエンタメコーナー』レギュラー出演
- ちゃんネプ（テレビ朝日 2001年8月6日、2002年1月7日出演）
- 秘密の爆笑大問題（日本テレビ 2001年10月〜2002年3月）
- 秘密の超爆笑大問題（日本テレビ 2002年4月〜2002年9月）
- コスモ☆エンジェル（東海テレビ・BSフジ 2002年5月〜2002年10月）
- ティーンズTV GO!GO!ボランティア（NHK教育テレビ 2002年4月〜2003年3月）
- 天才のパチンコ（フジテレビ721 2002年10月〜2003年3月）

3代目天パチガールとして出演
- 不景気をブッ飛ばせ!一万枚の宝くじ史上最大の三億円山分けSP!!（テレビ東京 2002年12月31日）
- 土曜にLOVE（こい）して。（Viewsic 2003年1月〜2003年6月 毎週土曜日放送、メイン出演）
- ジェネジャン（日本テレビ 2003年3月2日 ダイエットがメインの内容の放送）

## 書籍

### 写真集
- FAVOR(F stage)（2000年3月15日、ケイエスエス、撮影：塚田和徳） - ISBN 978-4877094522
- Flapper（2001年12月14日、ケイエスエス、撮影：塚田和徳） - ISBN 978-4877095291